# Cinthia Bouhier
Pour les articles homonymes, voir Bouhier.
Cinthia Bouhier, née le 24 janvier 1979 à Angers, est une nageuse synchronisée française.

## Biographie
Cinthia Bouhier remporte la médaille d'argent par équipe aux Championnats d'Europe de natation 1999 et la médaille de bronze par équipe aux Championnats d'Europe de natation 2000.. Elle fait aussi partie de la délégation française aux Jeux olympiques d'été de 2000.